# مسعود سعيدة وسعدان
مسعود سعيدة وسعدان هو فيلم كوميدي مغربي صدر سنة 2018، من كتابة وإخراج إبراهيم شكيري، وبطولة كل من عزيز داداس، كليلة بونعيلات، عمر لطفي، عبد الرحيم المنياري، محمد الخياري، رفيق بوبكر، البشير واكين. تدور الأحداث حول مسعود الذي يخرج من السجن، فتكلفه صديقته القديمة بمهمة البحث عن ابنتها في مغامرة عبر مدن الصحراء المغربية.

## القصة
تدور وقائع الفيلم، الذي تتخلله مشاهد أكشن ممزوجة بالكوميديا السوداء، حول «مسعود» (عزيز داداس)، الذي يغادر السجن بعد حوالي 15 سنة من الاعتقال، ويقرر العودة إلى الحي الذي نشأ فيه، لكنه سيفاجأ بتغيرات كثيرة لم يكن يتوقعها، باستثناء مقهى كان يرتاده قبل اعتقاله. 
وتتوالى الأحداث، قبل أن تطلب منه صديقة قديمة يلتقيها بعد خروجه من السجن (الممثلة راوية) البحث عن ابنتها «سعيدة» (كليلة بونعيلات)، التي تركتها بمدينة الداخلة، لدى إحدى قريبتها قبل أن تفقد الاتصال بها. 
وبعد رحلة طريفة مليئة بالمغامرات، يعثر «مسعود» على «سعيدة» التي تعمل مغنية بأحد فنادق المدينة، حيث تقودها الصدفة إلى مفتاح خزينة مليئة بالمال، تعود إلى مافيا خطيرة، لتكون نقطة التحول لأحداث الفيلم، وذلك من خلال لقائها بـ«مسعود» تفقد سعيدة المفتاح الذي يتلقفه قرد يدعى «سعدان» ليصبح رفيق رحلتهما.

## طاقم التمثيل
- عزيز داداس بدور مسعود
- كليلة بونعيلات بدور سعيدة
- محمد الخياري بدور عز العرب
- عمر لطفي بدور خالد
- البشير واكين بدور الوزير
- عبد الرحيم المنياري بدور ضابط الشرطة
- رفيق بوبكر بدور عضو العصابة
- عصام بوعلي بدور الضابط العسكري
- صالح بن صالح بدور زعيم المافيا الروسية
- فاطمة هراندي بدور والدة سعيدة
- عبد الخالق فهيد بدور مدير الفندق
- عبد الصمد الغرفي بدور المحامي

## روابط خارجية
- صفحة الفيلم على موقع المركز السينمائي المغربي